# Ioulia Kapoustina
 (novembre 2010).
Si vous disposez d'ouvrages ou d'articles de référence ou si vous connaissez des sites web de qualité traitant du thème abordé ici, merci de compléter l'article en donnant les références utiles à sa vérifiabilité et en les liant à la section « Notes et références ».
Pour les articles homonymes, voir Kapoustina.
Ioulia Kapoustina (en russe : Юлия Капустина) est une journaliste russe originaire de Moscou, reporter depuis 2008 à l'émission Sept à huit, de TF1.

## Biographie
Elle a fait ses études à la faculté de journalisme de l'université Lomonossov, puis à l'antenne russe du CFPJ. En France depuis 2001, elle a d'abord travaillé comme pigiste pour l’hebdomadaire indépendant Moscow News (Les Nouvelles de Moscou), puis comme correspondante européenne pour la chaîne de télévision nationale russe REN jusqu'en août 2006. Depuis, Ioulia Kapoustina est devenue journaliste dans l'émission Arrêt sur images sur France 5, pour y analyser les programmes des chaînes de télévision internationales. Elle a également été polémiste dans On refait le monde sur RTL et intervenait dans l'émission de Pascale Clark Un café, l'addition, sur Canal+.   